# Fighting in a Sack
«Fighting in a Sack» es la sexta canción y segundo sencillo del álbum Chutes Too Narrow por la banda The Shins. Fue lanzada como sencillo el 14 de diciembre de 2004. La portada de sencillo fue diseñada por Jesse LeDoux.

## Lista de canciones
1. Fighting in a Sack – 2:26
2. Baby Boomerang – 2:37
3. New Slang (con Iron & Wine) [en vivo] – 3:51

- Datos: Q5447947